# Brad Paisley Christmas
Brad Paisley Christmas è il quinto album in studio di Brad Paisley, pubblicato nel 2006.

## Tracce
1. Winter Wonderland - 3:31 - (Felix Bernard, Dick Smith)
2. Santa Looked a Lot Like Daddy - 4:14 - (Buck Owens, Don Rich)
3. I'll Be Home for Christmas - 4:05 - (Kim Gannon, Walter Kent, Buck Ram)
4. Away in a Manger - 4:47 - (James R. Murray, Dr. John McFarland)
5. Penguin, James Penguin - 3:18 - (Brad Paisley, Frank Rogers)
6. 364 Days to Go - 4:28 - (Paisley, Kevin Marcy)
7. Jingle Bells (instrumental) - 3:05 (Traditional)
8. Silent Night - 4:08 - (Franz Xaver Gruber, Josef Mohr)
9. Born on Christmas Day - 4:59 - (Paisley)
10. Silver Bells - 4:09 - (Ray Evans, Jay Livingston)
11. Kung Pao Buckaroo Holiday (feat. the Kung Pao Buckaroos) - 5:23 - (Paisley, Rogers)
12. Outtake (hidden track) - 0:34

## Credits
- Bill Anderson - Performer
- David Angell - Strings
- Brady Barnett - Digital Editing
- Richard Barrow - Engineer
- Judy Forde Blair - Liner Notes, Creative Producer
- Drew Bollman - Engineer, Mixing Assistant
- Jim "Moose" Brown - Organ, Keyboards
- Erica Haines Cantrell - Children's Chorus
- Neal Cappellino - Engineer
- Kristen Cassel - Strings
- Randle Currie - Guitar (Steel)
- Eric Darken - Percussion
- David Davidson - Strings
- Addie Davis - Children's Chorus
- Little Jimmy Dickens - Performer
- Stuart Duncan - Fiddle
- Connie Ellisor - Strings
- Kevin Grantt - Bass, Bass (Upright)
- Thomas Griffith - Children's Chorus
- Shannon Love Hartt - Children's Chorus
- Aubrey Haynie - Fiddle
- Wes Hightower - Vocals (bckgr)
- John Hobbs - Conductor, String Arrangements
- Mike Johnson - Dobro, Guitar (Steel)
- Jones, George & Nancy - Performer
- Kung Pao Buckaroos - Performer
- Tyler Moles - Digital Editing
- Justin Niebank - Mixing
- Brad Paisley - Guitar (Acoustic), Arranger, Guitar (Electric), Package Design, Cover Design
- Frank Rogers - Arranger, Producer
- Manny Rogers - Vocals
- Ben Sesar - Drums
- Jim Shea - Photography
- Steve Short - Assistant Engineer
- Pamela Sixfin - Strings
- Allison Smith - Children's Chorus
- Katherine Stratton - Package Design
- Bryan Sutton - Guitar (Acoustic), Mandolin
- Lori Turk - Grooming
- Sarah Valley - Choir Director, Children's Chorus, Choir Contractor
- Kris Wilkinson - String Arrangements
- Kristin Wilkinson - Strings
- Hank Williams - Mastering
- Justin Williamson - Fiddle
- "Loopy Dave" Willis - Engineer, Digital Editing